# Рахманизм
Рахманизм (от древнеюжноаравийского rḥmn-н — «милосердный») — монотеистическая религия, вытеснившая старые политеистические южноарабские религии с IV века нашей эры. Поскольку единственным признаком рахманизма является упоминание монотеистического бога, трудно установить, был ли рахманизм самостоятельной религией, или же он может быть отождествлён с другой монотеистической религией.
Со второй половины четвёртого века «милосердный» (древн. южноаравийск. rḥmn-n, где -n — определённый артикль) и «Господь неба и земли» упоминаются всё чаще. Ряд надписей, а также археологических находок в синагогах показывают, что иудаизм играл важную роль в Южной Аравии начиная с IV века, но неясно, можно ли все рахманистские надписи этого времени истолковать как иудейские; в то же время не исключено, что рахманизм являлся автохтонной монотеистической религией.
Отдельные упоминания христиан в Южной Аравии относятся к началу VI века, когда христианская община в Наджране пала жертвой погрома, инициированного химьяритским царём Зу Нувасом (по некоторым преданиям, принявшим иудаизм). Некоторые[кто?] считают это событие политически мотивированным, другие[кто?] же утверждают, что это результат религиозного рвения. Скорее всего, именно эта резня упоминается в цитате Корана о «людях рва» (Aṣḥābu Ukhdūd), где говорится о группе людей, которые были брошены в ров с огнём из-за их веры.
Помимо значения «ров», слово Ukhdūd также является названием места к юго-западу от современного Наджрана. В результате этой резни христианское Аксумское царство расширилось на территории Южной Аравии и насадило в качестве официальной религии христианство, которое затем было вытеснено исламом в 632 году. Христианские общины упоминаются в источниках вплоть до XIII века в Наджране и до XVI века на Сокотре. Еврейские общины сохраняются до сегодняшнего дня.